# Adut Bulgak
Adut Bulgak (Kakuma, 20 dicembre 1992) è una cestista sudsudanese naturalizzata canadese, professionista nella WNBA.

## Carriera
È stata selezionata dalle New York Liberty al primo giro del Draft WNBA 2016 con la 12ª chiamata assoluta.
Con il Canada ha disputato le Universiadi di Gwangju 2015.